# Valmet
 (septembre 2017).
Si vous disposez d'ouvrages ou d'articles de référence ou si vous connaissez des sites web de qualité traitant du thème abordé ici, merci de compléter l'article en donnant les références utiles à sa vérifiabilité et en les liant à la section « Notes et références ».
Valmet Corporation est une entreprise finlandaise spécialisée dans les équipements pour  les industries de la pâte, du papier et de l'énergie,. 
Le siège social de Valmet est à Espoo, en Finlande et ses actions sont cotées à la bourse d'Helsinki.

## Histoire

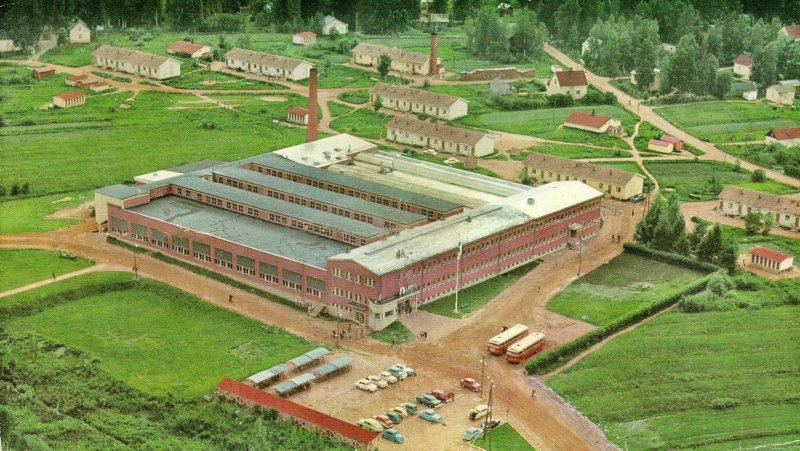
Vue aérienne de l'usine de Jyskä dans les années 1970

Valmet était une entreprise publique finlandaise fondée en 1951 qui avait disparu en 1999 lors de la création du groupe Metso. 
La société a plus de 200 ans d'histoire industrielle et renaît par la scission des activités pâte, papier et énergie de Metso Groupe en décembre 2013. Les ventes nettes de Valmet en 2012 ont été d'environ 3 milliards d'euros.

### La Valtion Metallitehtaat

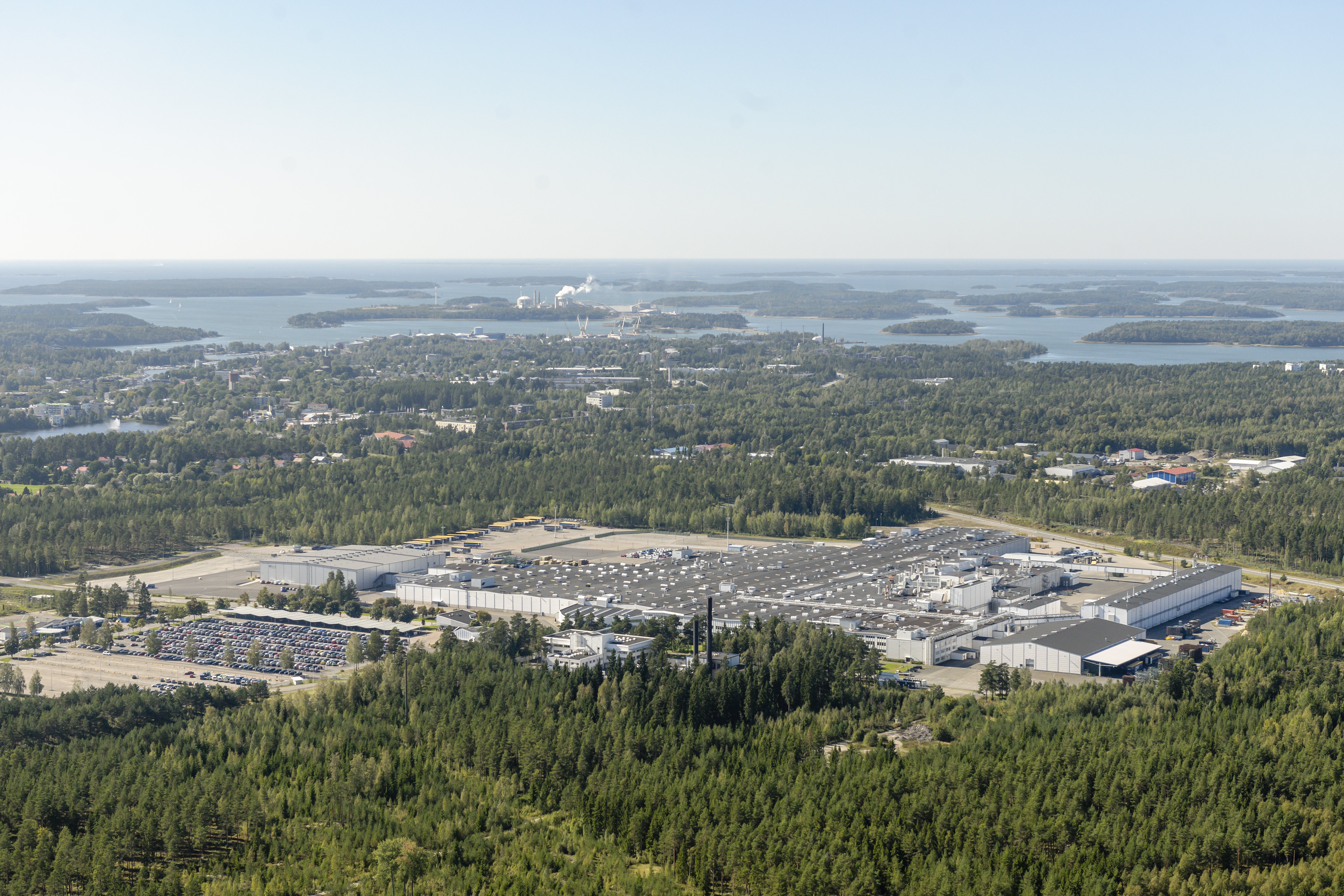
Usine de voitures Valmet Automotive à Uusikaupunki.

Issue de la fusion de VL et de VKT, le nom Valmet est né des apocopes de Valtion Metallitehtaat (litt. Usine de Métallurgie Nationale), 
Elle était spécialisée dans la construction mécanique à son origine, mais se diversifia en produisant : 
- des armes légères : Branche ayant fusionné avec Oy Sako-Tikka AB en 1987 pour de devenir la marque Sako-Valmet. En 1992, le marquage « Valmet » disparait définitivement des armes.
- des automobiles : basée depuis 1968 à Uusikaupunki, Valmet Automotive construisit des voitures vendues sous cette marque. Valmet fut aussi un important sous-traitant
- des bateaux avec sa division de Vuosaari active de 1974 à 2008.
- des avions (branche vendue en 1996 à Patria),
- des machines à papier,
- des machines forestières, ébrancheuses et porteurs
- du matériel ferroviaire roulant (locomotives et tramways) entre 1958 et 1991. Vendu principalement en Finlande à VR-Yhtymä Oy et Helsingin kaupungin liikennelaitos.
- et des tracteurs agricoles (produit en Finlande et au Brésil et vendus sous la marque Valtra).

### Histoire récente
En 2008 Metso faisait l’acquisition de la Mitsubishi’s paper machine technology et de la part de Mitsubishi de la société Beloit’s paper machine technology que les deux compagnies avaient acquise conjointement après la faillite de la compagnie américaine en 2000.
Au cours du premier semestre 2009, Metso a licencié plus de 700 employés et fermé plusieurs petites unités, à Tampere, Turku, Oulu ou encore Hollola. Les opérations des unités fermées ont été intégrées dans les unités de Järvenpää et de Jyväskylä. La stratégie de Metso pour les années 2000 était de construire des machines à papier larges et à grande vitesse et de cesser la production de ses concepts de machine traditionnels.
En 2011 le chiffre d’affaires net de la division segment Pulp, Paper and Power de Metso était de 2 703 millions d’euros et la plus grosse branche d’activité était celle des Services avec un chiffre d’affaires net de 916 millions d’euros, suivi par le Papier (795 millions d’euros), l’Énergie (715 millions d’euros) et la Fibre (397 millions d’euros). En 2011, le segment employait 12 528 personnes. L’Europe, L’Amérique du Sud et Centrale, l’Asie et l’Amérique du Nord étaient tous de grosses zones de marché du segment.
En janvier 2014, Metso scinde ses activités dédiées aux équipements pour le secteur du papier, carton et pulpe dans une nouvelle entité qui reprend le nom de Valmet
En septembre 2020, Valmet, actionnaire minoritaire à 29,5 % dans Neles, annonce lancer une offre d'acquisition sur Neles, alors qu'Alfa Laval avait fait de même avec une offre de 2 milliards de dollars.

## Activité
Valmet est l’un des principaux fabricants mondiaux de machines et matériel pour l’industrie forestière. Valmet offre procédés, machines, équipements, services, papier, habillages de machines et de filtres pour les industries de la pâte, du papier et de la génération d’énergie. L’offre couvre la totalité du cycle de vie du procédé, en particulier les lignes de production neuves, les reconstructions et les services.
Le segment comprend quatre branches d’activité : Papier, Fibres, Énergie et Services. Valmet est un fournisseur global de lignes de fabrication de pâte, de carton et de tissu, couvrant la totalité des procédés depuis la fabrication de la pâte jusqu’à l’emballage des bobines finies. Valmet a fourni plus de 1 500 machines à papier et les équipements pour plus de 800 lignes de production de pâte dans le monde entier.

### Organisation

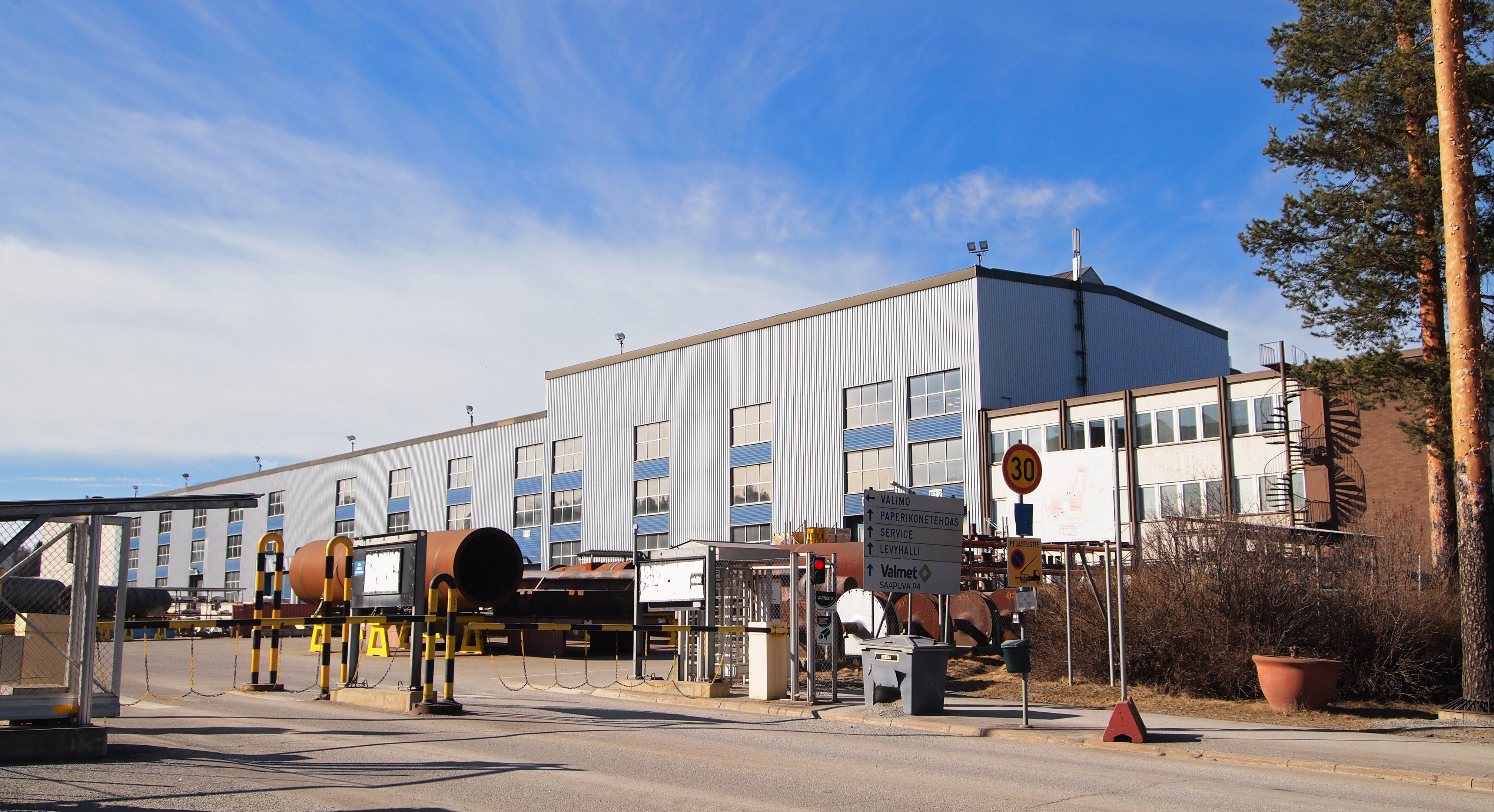
Valmet à Jyväskylä

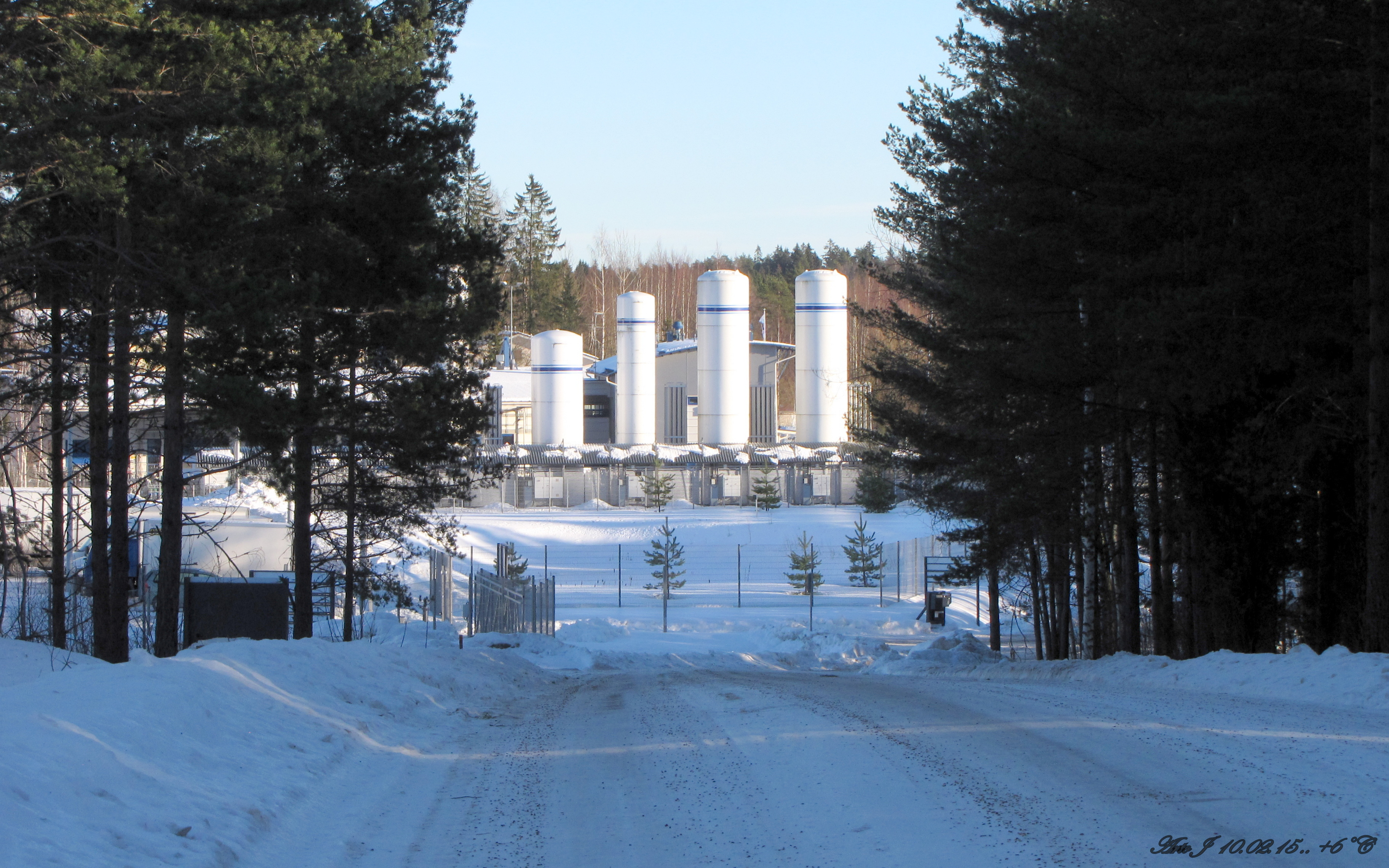
Valmet à Järvenpää

Valmet a divisé ses activités en cinq zones géographiques: Amérique du Nord, Amérique du Sud, EMEA, Chine et Asie et Pacifique. Elle opère dans 30 pays et emploie environ 12 000 personnes.
Les principaux sites de production de Valmet sont celui de Rautpohja à Jyväskylä, de Karlstad et Sundsvall en Suède ainsi Xi'an à Shanghaï en Chine.
En 2017, Valmet emploie 4 600 personnes en Finlande, dont 1 300 dans les industries manufacturières.
Le site de Rautpohja conçoit des machines à papier et à carton, fabrique des composants clés et assemble les  machines à livrer en Europe.
L’activité de Valmet comprend quatre secteurs d’activité: services, pâte à papier et énergie, papiers et automatisation,.

### Produits et Services
En plus des pièces de rechange et des services d’expert et de maintenance, le secteur d’activité Valmet offre à ses clients :
- Lignes et équipements de fabrication de pâte chimique
- Lignes et équipements de fabrication de pâte mécanique
- Lignes et machines de fabrication de papier et carton et reconstructions
- Lignes et machines de fabrication de tissu et reconstructions
- Centrales de production d’énergie et chaudières de récupération de produits chimiques, évaporateurs, systèmes d’épuration de fumées et environnementaux, reconstruction et modernisation de chaudières, centrales à biomasse
- Services d’expert et de maintenance
- Toiles et filtres pour les industries de la pâte, du papier, de l’énergie et de l’exploitation minière.

### Clients
Les clients du secteur d’activité sont :
- Producteurs de papier, carton et tissu
- Producteurs de pâte à papier chimique et de pâte mécanique
- Producteurs d’énergie industriels, municipalités et fournisseurs d’utilités

## Concurrents
Les concurrents les plus importants de Valmet depuis la faillite de l’américain Beloit en 1999 sont l’autrichien Andritz et l’allemand Voith.  Dans le domaine de la génération d’énergie, les concurrents principaux sont Alstom, Austrian Energy & Environment, et Foster Wheeler.

## Actionnaires
Les actionnaires principaux de Valmet au 20 février 2020 sont:
| #  | Actionnaire             | %      |
| -- | ----------------------- | ------ |
| 1  | Solidium Oy             | 11,14% |
| 2  | Ilmarinen oy            | 2,72%  |
| 3  | Elo                     | 1,92%  |
| 4  | Varma                   | 1,84%  |
| 5  | Groupe OP               | 1,7%   |
| 6  | Fonds de pension d'État | 1,03%  |
| 7  | Keva                    | 0,87%  |
| 8  | Banque Evli             | 0,61%  |
| 9  | Dansk invest            | 0,57%  |
| 10 | Nordea                  | 0,41%  |
|    | Total [1-200]           | 32,70  |